# Katif
Ne doit pas être confondu avec Zakaria Katif.
Katif (hébreu : קטיף) est une ancienne colonie israélienne, du groupement de Gush Katif, située en Palestine, au sud de la bande de Gaza, à 1 km au nord du camp de réfugiés palestiniens de Deir el-Balah. Katif tient son nom de la proximité du site archéologique de Tel Katifa.
Katif a été fondée en 1973, c'était un camp paramilitaire des jeunesse pionnières combattantes appelées Nahal. En 1977, Katif est devenue une colonie civile spécialisée dans l'agriculture. En 2005 quelque 70 familles, soit 330 personnes dont 220 enfants, y vivaient. Une école élémentaire religieuse ainsi qu'un collège servaient aux autres colonies de la région. L'économie était basée sur une usine de plastique, une usine de tissus, de l'agriculture dont une pépinière et une ferme laitière.
Katif a été évacuée en août 2005 conformément au plan de désengagement de la bande de Gaza.